# Ла-Мохарра

Статуэтка из Туштлы

Ла-Мохарра и другие археологические памятники классического периода.

Ла-Мохарра, исп. La Mojarra — археологический памятник на территории мексиканского штата Веракрус невдалеке от побережья Мексиканского залива у реки Акула. Здесь находилось древнее поселение, постоянно населённое со времён формационного периода (около 300 г. до н. э.) и примерно до 1000 г. н. э.
Этот небольшой, ещё мало изученный археологами памятник площадью около 1 квадратного километра состоит из небольших курганов и такой же небольшой центральной площади. Во время классической эры здесь были сооружены три печи для обжига местной оранжевой керамики.
Несмотря на малые размеры, из Ла-Мохарры и её окрестностей происходят два важных артефакта эпиольмекской культуры: стела из Ла-Мохарры 1 и Статуэтка из Туштлы. На обоих этих памятниках обнаружены надписи эпиольмекским письмом, а также даты по раннему «длинному» календарю.